# Ню Йорк Уърлд
New York World е вестник, издаван в Ню Йорк в периода 1860 г. до 1931 г., изигравайки важна роля в развитието на американската преса.
Вестникът е създаден от нюйоркския журналист Мантън Марбъл (1834 – 1917) през 1860 г. и е редактиран от него в периода от 1862 г. до 1876 г.
През 1883 г. вестникът е закупен от Джоузеф Пулицър и започва епоха на агресивно израстване. Репортерката Нели Блай става един от първите разследващи журналисти на Америка, често работеща под прикритие. Като смел публицист, вдъхновена от романа на Жул Верн „80 дни около света“, тя обикаля цялата планета за 72 дни през 1889 – 1890 г. През 1890 г. Пулицър построява Ню Йорк Уърлд Билдинг, най-високата офис сграда в света до момента, където се премества и офисът на вестника.
По покана на Джоузеф Пулицър през 1889 г. Джулиус Чембърс става главен редактор на New York World, където остава до 1891 година.
През 1896 г. „New York World“ започва прилагането на четирицветен печат в първата в света цветна притурка, която включва The Yellow Kid cartoon Hogan's Alley, която с времето влиза в конкурентна битка с тиражите на New York Journal American на Уилям Рандолф Хърст.
През 1931 година се слива с „Evening Telegram“ в „New York World-Telegram“.
- Първа страница на New York World в неделно издание, 8 април 1906 г.
- Първа страница на вестника от 13 август 1911 г.